# Topołczane (obwód Kyrdżali)
Topołczane (bułg. Тополчане) – wieś w Bułgarii, w obwodzie Kyrdżali, w gminie Kyrdżali. Według danych szacunkowych Ujednoliconego Systemu Ewidencji Ludności oraz Usług Administracyjnych dla Ludności, 15 czerwca 2020 roku miejscowość liczyła 5 mieszkańców.